# Terreur blanche (Hongrie)
Pour les articles homonymes, voir Terreur blanche.
Le nom de terreur blanche (en hongrois : Fehérterror) est donné à l'ensemble des actions de répression et de terreur menés en Hongrie, de 1919 à 1920 ou 1921-22, par les troupes et unités paramilitaires contre-révolutionnaires après la chute de la République des conseils de Hongrie.

## Historique
Durant ses 133 jours d'existence, la République des conseils mène une politique de terreur rouge contre les opposants et récalcitrants, se traduisant par un nombre inconnu de victimes, entre plusieurs centaines et plusieurs milliers. Au sud du pays, un gouvernement contre-révolutionnaire est fondé à Szeged. L'amiral Miklós Horthy en devient bientôt le ministre de la guerre et fonde l'Armée nationale à partir d'une partie des unités magyares de l'armée austro-hongroise : répondent notamment à son appel des officiers nationalistes qui mènent bientôt une campagne de violence contre les communistes ou supposés tels. Les unités paramilitaires, dirigées entre autres par des officiers comme le futur premier ministre Gyula Gömbös ou Pál Prónay, multiplient les assassinats et les pendaisons en place publique. Désignées sous le nom de Garde blancs, les détachements paramilitaires hongrois, au nombre d'une demi-douzaine, font partie de l'Armée nationale hongroise mais fonctionnent de façon indépendante, obéissant à leurs commandants de manière individuelle. 
Le régime de Béla Kun s'effondre en août 1919 face à la coalition roumano-franco-yougo-tchécoslovaque. L'armée roumaine occupe Budapest et remet le pouvoir au gouvernement contre-révolutionnaire. Miklós Horthy fait son entrée dans la capitale le 16 novembre : dans l'intervalle, les détachements paramilitaires parcourent le pays, s'en prenant aux francs-maçons, aux sociaux-démocrates, et aux communistes n'ayant pu prendre la fuite. La terreur blanche hongroise prend aussi un aspect antisémite, les Juifs étant assimilés en bloc au régime communiste, dont beaucoup de responsables étaient d'origine juive. Bien que les Juifs commerçants, entrepreneurs et religieux aient aussi fait partie des cibles du régime des conseils, la Hongrie est parcourue d'une vague de violences antisémites.
Miklós Horthy ferme les yeux sur les violences et ne prend ses distances avec la terreur blanche qu'une fois élu régent du Royaume de Hongrie en mars 1920. Pál Prónay est finalement jugé comme criminel de droit commun pour ses violences commises durant la terreur blanche. Il est condamné à une courte peine, tandis que son bataillon est dissous au début 1922 après avoir tenté de soutenir la restauration manquée de Charles Ier d'Autriche sur le trône de Hongrie. La dissolution du bataillon Prónay est considérée comme la véritable fin de la terreur blanche hongroise.

## Bilan
Cette terreur blanche a une influence sur la littérature hongroise et la vie littéraire, avec l'emprisonnement, l'exécution ou l'exil d'une grande partie des écrivains et des intellectuels. Ainsi, dans le cinéma, l'exil conduit des personnalités à quitter la Hongrie : Paul Fejos, Béla Lugosi, Mihály Kertész qui devient Michael Curtiz à Hollywood  et Sándor Korda devenu Alexander Korda, qui porte à l'écran, en 1931, le succès théâtral de Marcel Pagnol Marius, puis Sir Alexander Korda, premier producteur de cinéma anobli en Grande-Bretagne.
Comme pour la terreur rouge hongroise, le nombre exact de victimes n'est pas connu, les estimations allant de plusieurs centaines à plusieurs milliers. Robert O. Paxton estime le chiffre à cinq ou six mille victimes, ce qui est dix fois supérieur à l'estimation basse des victimes de la terreur rouge. Miklós Molnar estime crédible le nombre de 1 500 victimes environ.

## Voir également
- Terreur rouge (Hongrie)
- Histoire de la Hongrie